# 夏荣强
夏荣强（1953年—），汉族，中华人民共和国政治人物、第十一届全国政协委员。
担任美国海德里学校中国福州分校校长。2008年，当选第十一届全国政协委员，代表社会福利和社会保障界，分入第四十八组。